# کویسون
کویسون (به لاتین: Kuysun) یک منطقهٔ مسکونی در روسیه است که در شهرستان محرم‌کند واقع شده‌است.